# Región Intermontañosa del Oeste
La región Intermontañosa del Oeste, o también, el Oeste intermontano, es una región geográfica del Oeste de Estados Unidos. Son las tierras altas y mesetas situadas entre las Montañas Rocosas en el este, y la Cordillera de las cascadas y Sierra Nevada en el oeste, por lo que se relaciona con los llamados estados montañosos.

Mapa del Oeste intermontano indicado en rojo. Las áreas en rosado están también incluidas en ocasiones.

## Topografía
La topografía es de cuenca, cordillera y meseta. Algunos de los ríos de la región llegan al océano Pacífico, como el río Columbia y el río Colorado. Otros ríos y arroyos regionales se encuentran en cuencas endorreicas y no pueden llegar al mar; estos fluyen hacia lagos salobres o estacionalmente secos o sumideros del desierto . 
En esta región están incluidas:
- Provincia de Cuenca y Cordillera
- Meseta del Colorado
- Gran Cuenca
- Meseta del Columbia

## Clima

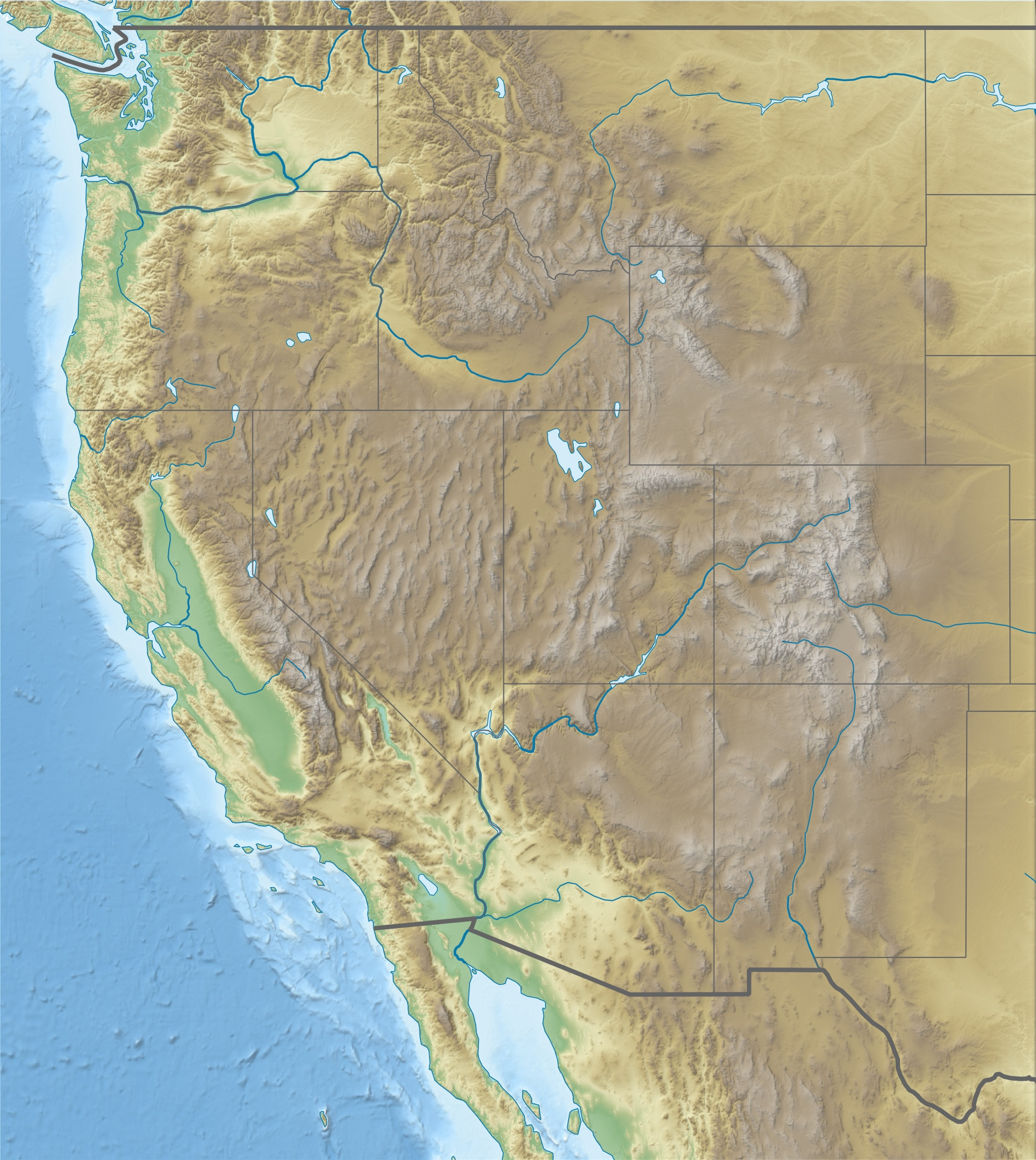
Ubicación general de la Región Intermontañosa.

El clima de esta región es seco, continental y de montaña, con precipitaciones escasas de estacionalidad variable y nieve en invierno. La Región Intermontañosa se ve afectada por la ubicación y la elevación; hay sombras de lluvia en la cordillera de la Cascada y en Sierra Nevada que bloquean las precipitaciones de las tormentas del Pacífico. El clima invernal depende de la latitud, hacia el sur los inviernos son más cortos, menos fríos y tienen menos precipitaciones invernales y nieve. En la parte norte, los inviernos son helados y húmedos. Todas las zonas tienen veranos calurosos. Las tormentas monzónicas de América del Norte pueden ocurrir en la región a mediados del verano, al noreste del océano Pacífico y la meseta mexicana.

## Vegetación

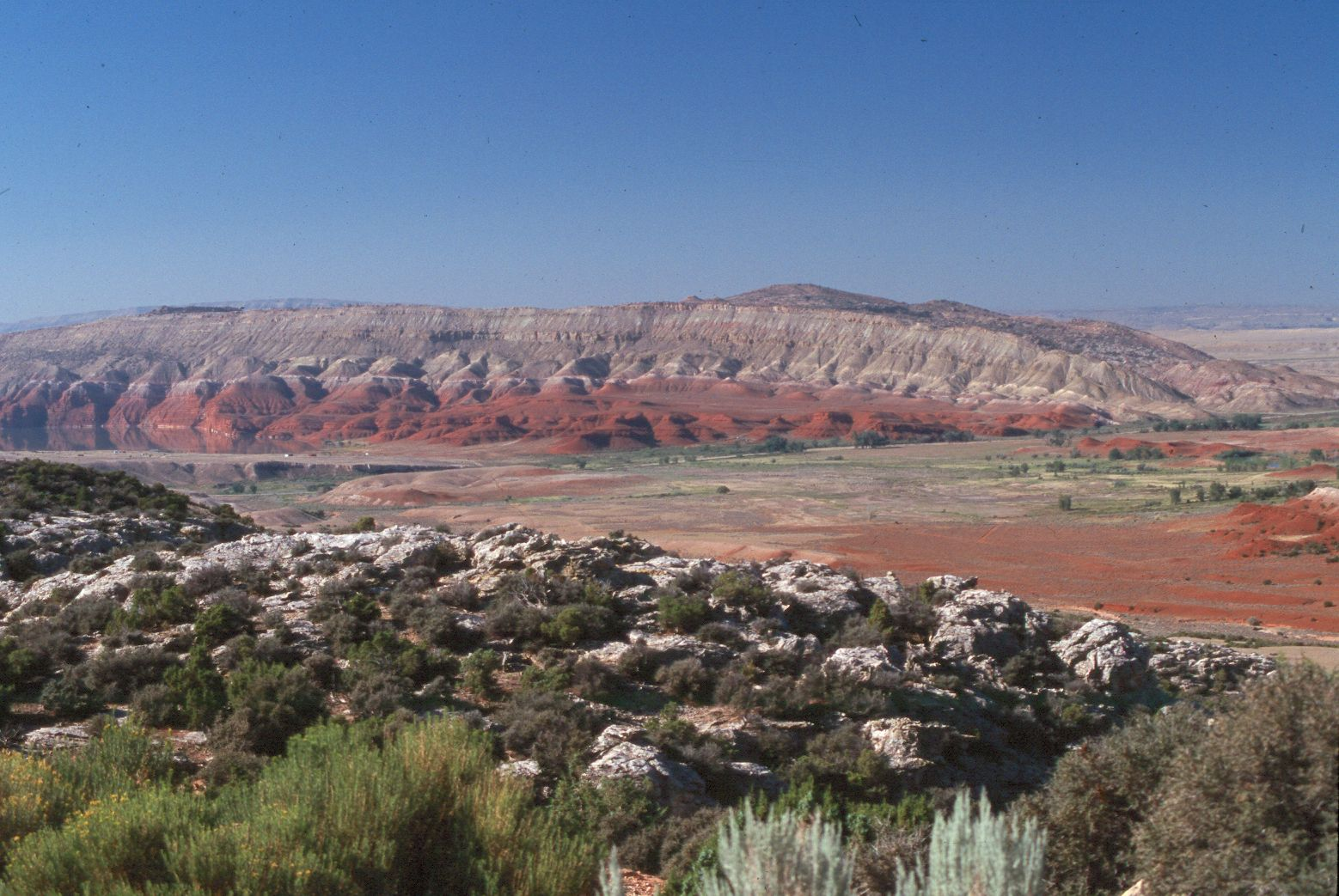
Desierto de la Gran Cuenca

La flora en las tierras menos altas incluye desiertos, matorral xerófilo, arbustales y estepa (pastizales templados). Los hábitats montanos de mayor elevación incluyen los bosques templados de coníferas, que incluyen arboledas y bosques de varias especies de pino, cedro, enebro, álamo temblón, y otros árboles, arbustos y plantas perennes del sotobosque.